# هانز زیگلارسکی
هانز زیگلارسکی (آلمانی: Hans Ziglarski; ۱۶ اکتبر ۱۹۰۵ – ۱۲ فوریهٔ ۱۹۷۵) بوکسور اهل آلمان بود.